# Аболенцев, Владимир Александрович
Аболенцев Владимир Александрович (24 января 1927, с. Фурсово Арсеньевский район, Тульская область — 25 февраля 2012, Москва) — советский государственный деятель, министр юстиции РСФСР (1988—1990). Государственный советник юстиции 1-го класса. Заслуженный юрист РСФСР.

## Биография
Родился Владимир Александрович 24 января 1927 года в селе Фурсово Тульской области. В возрасте шести лет остался полным сиротой. С началом Великой Отечественной войны, в 1941 году, успев завершить обучение в 6 классах средней школы, пошёл работать слесарем на Тульском оружейном заводе. Изготавливал различное оружие. В декабре 1941 года вместе с заводом был эвакуирован в город Юрюзань Челябинской области. Продолжил работать там.  Тяжёлый труд наравне со взрослыми привёл мальчишку к тяжелому заболеванию. В 1942 году у него обнаружили туберкулёз лёгких, стал инвалидом второй группы. В 1944 году, скрыв свою инвалидность, был призван в действующую армию. Служил на территории Белоруссии, участник ликвидации многочисленных бандитских формирований в Литве.  На третьем году службы с заболеванием желудка был направлен в госпиталь, где пролечился около двух месяцев. По результатам медицинской комиссии был признан негодным к службе и демобилизован. 
Уволившись со службы в августе 1947 году, завершил обучение в школе рабочей молодежи, а также заочно окончил Московскую юридическую школу и Всесоюзный юридический заочный институт (1958). Направлен работать в органы прокуратуры. С 1948 года — помощник прокурора, затем прокурор района. В 1950 году его переводят в Чернь на должность прокурора района. Затем избирают членом бюро Чернского райкома партии, он становится депутатом районного Совета депутатов трудящихся и в октябре 1952 года назначается на должность председателя райисполкома.
После окончания в 1957 Всесоюзного заочного юридического института работал до 1963 года заместителем прокурора Тульской области.
С 1963 по 1969 годы трудился в должности прокурора Тульской области, в 1969 году назначен на должность инструктор отдела административных органов ЦК КПСС. В 1976 году назначен на должность начальника Второго отдела Прокуратуры СССР. С 1980 по 1983 годы работал заместителем Генерального прокурора СССР.
С 1983 по 1988 годы исполнял обязанности заместителя заведующего Отделом административных органов ЦК КПСС. С 1988 по 1990 годы работал в должности Министра юстиции РСФСР.
Активно участвовал в общественной жизни страны и региона в котором работал. Много лет отдал ответственной партийно-советской работе. С 1971 по 1990 годы он неоднократно посещал с рабочими визитами зарубежные страны - Венгрию, Монголию, Польшу, Румынию, Чехословакию, США, Югославию, КНР, Вьетнам, Лаос.
Проживал в Москве. Умер 25 февраля 2012 года, похоронен 29 февраля 2012 года на Троекуровском кладбище.

## Награды и звания
- Орден Дружбы (27 апреля 2001) — за многолетнюю плодотворную работу по социальной защите ветеранов, патриотическому воспитанию молодёжи и укреплению дружбы между народами[3]
- Орден Октябрьской Революции
- Два ордена Трудового Красного Знамени
- Орден «Знак Почёта»
- Орден Дружбы народов
- Орден Отечественной войны 2-й степени
- Медали, в том числе «Ветеран прокуратуры»
- Заслуженный юрист РСФСР
- Почётный работник прокуратуры
- Благодарность Президента Российской Федерации (23 января 1997) — за большой личный вклад в укрепление законности[4]
- Почётная грамота Правительства Российской Федерации (9 января 1997) — за заслуги перед государством в деле укрепления законности, многолетний добросовестный труд и в связи с 70-летием со дня рождения

## Память
- Память о нём увековечена в мемориальной доске на здании прокуратуры Тульской области.
- Его именем назван музей прокуратуры Тульской области.